# エピゲネス (クレーター)
エピゲネス (Epigenes) は、月の表側にある巨大なクレーターであり、月の北部に位置する。紀元前3世紀のギリシャの天文学者、エピゲネスにちなんで名づけられた。
エピゲネスを地球から見ると、北の縁の近くに位置しているために大きく歪んで見える。エピゲネスの南東にはウィリアム・ボンドが、エピゲネスの南西にはバーミンガムが位置しており、エピゲネスの真北にはゴルトシュミットが位置している。
エピゲネスの東部および南東部の周壁は隕石の衝突などによって著しく崩壊している。エピゲネスの北東の周壁にはエピゲネスBが位置しており、エピゲネスBの形成時に噴出した岩石が、エピゲネス内部の東側に堆積している。エピゲネス内部の西側は平坦で、目立った特徴はない。

## 従属クレーター
エピゲネスのごく近くにある小さな無名のクレーターについては、アルファベットを付加することによって識別される。
| 名称 | 月面緯度     | 月面経度    | 直径  |
| ---- | ------------ | ----------- | ----- |
| A    | 北緯 66.9 度 | 西経 0.3 度 | 18 km |
| B    | 北緯 68.3 度 | 西経 3.1 度 | 11 km |
| D    | 北緯 68.3 度 | 東経 0.3 度 | 10 km |
| F    | 北緯 67.1 度 | 西経 8.1 度 | 5 km  |
| G    | 北緯 68.1 度 | 西経 7.0 度 | 5 km  |
| H    | 北緯 69.4 度 | 西経 6.4 度 | 7 km  |
| P    | 北緯 65.4 度 | 西経 5.4 度 | 33 km |